# Klingon

Klingonernas flagga.

Klingon är en fiktiv humanoid art i Star Trek som härstammar från planeten Qo'noS. Rasen dyker första gången upp i Star Trek: TOS (The Original Series). De som spelade klingoner då var sminkade i brun hudfärg med svart hår, skägg och ögonbryn. 20 år senare i Star Trek: TNG (The Next Generation) har klingonerna bland annat fått den utmärkande knöliga pannan och rikligt hår. En klingons kropp är mycket tålig tack vare dess multiredundanta kroppsfunktioner, såsom dubbla magar och extra lungor.
Den mest kända klingonen heter Worf, son till Mogh som spelas av Michael Dorn i både Star Trek: TNG och Star Trek: DS9 (Deep Space Nine).
En typisk klingon har ett hett temperament men värderar sin ära och sitt familjenamn mycket högt. Klingonerna har många seder och bruk som de håller fast vid. De flesta klingoner lär sig tidigt att hantera det traditionella tvåhandsfattade vapnet Bat'leth (klingonska: betleH).
I Star Trek-serien Enterprise visas en förklaring till klingonernas förändring i pannan. Jorden genomförde innan de fick utomjordisk kontakt ett tredje världskrig, som bottnade i att genetisk förändring av människor skapade supermänniskor. Efter tredje världskriget flyttades tusentals ofödda embryon av dessa människor till en rymdstation kallad Cold Station 12. En Arien Soong, förfader till Noonien Soong, androiden Datas konstruktör, hade dock redan befriat ca 20 embryon och uppfostrat dem. När de nådde 20-årsåldern genomförde de en fientlig aktion mot Klingons imperium och kapade ett skepp och massakrerade hela besättningen. När detta nådde klingonerns högsta råd blev de oroliga för att människorna skulle utrusta deras skepp med dessa supermänniskor och började således jobba på egna genetiska förbättringar, som de baserade på mänsklig forskning. En av de viktigare forskarna negligerade dock att undersöka sina testobjekt noggrant, och en av de bar på ett luftspridande virus som muterade med det ändrade DNA:et och skapade ett virus som försökte omvandla klingoner till människor med dödlig utgång. Tack vare Enterprise doktor Phlox kunde ett botemedel framställas, med bieffekten att deras karakteristiska panna blev mer lik människornas.

## Klingonernas religion
Klingonerna är en av de humanoida arter som i Star Trek-universumet inte bara givits ett språk utan också en ganska utvecklad religion. Kahless är den store världsenaren och världsundervisaren som för femton sekler (klingon-sekler) sedan enade klingonerna och fick de olika klanerna och stammarna att sluta kriga mot varandra. Denna klingonernas enhet lade grunden för det klingonska kejsardömet. Kahless var också den som doppade en hårlock i flytande järn och smidde det första Bat'leth, klingonernas rituella svärd. När Kahless gick vidare till Sto-Vo-Kor (den plats där oförvitliga klingoners själar hamnar efter den fysiska kroppens död), yttrade han: "Jag ger mig av till Sto-Vo-Kar, men jag lovar att återvända en dag". Klostret Boreth är klingonernas kanske mest heliga plats, där prästerna eller munkarna tar emot alla klingoner som är religiöst sökande.

## Klingonerna på DVD
Förutom de säsongsboxar som under de senaste åren har släppts med samtliga avsnitt från samtliga tv-serier, så har klingonrasen förekommit i andra utgåvor av Star Trek. Under år 2006 fick till exempel Star Trek-fansen chansen att få rösta fram sina favoritavsnitt till speciella samlingsvolymer under namnet Star Trek Fan Collective, med ett unikt tema som ledstjärna. DVD-boxar med Borgerna, Q och tidsresoravsnitt producerades efter vad fansen röstade fram. Även klingonerna återfanns i dessa fanomröstningar och fick i slutändan en egen box under namnet Star Trek Fan Collection: Klingon, baserad på "Next Generation", som inkluderade fansens favoritavsnitt med dessa lättretade klingonkrigare.

### Fotnoter
1. ↑  ”Star Trek: The Next Generation - Star Trek: Klingon Fan Collective” (på engelska). TV Shows on DVD. 1 augusti 2006. Arkiverad från originalet den 5 maj 2016. https://web.archive.org/web/20160505165513/http://www.tvshowsondvd.com/releases/Star-Trek-Generation-Best-Of-Release/5776. Läst 9 juli 2017.